# Amerikaans basketbalteam (vrouwen)
Het Amerikaanse basketbalteam  is een team van basketballers dat de Verenigde Staten van Amerika vertegenwoordigt bij internationale wedstrijden. Het team won in 12 deelnames aan de Olympische Spelen (vanaf 1976 t/m 2020, in 1980 werd niet meegedaan wegens de Amerikaanse boycot) 10 maal goud. In 1976 werd de finale verloren van de Sovjet-Unie. In 1988 werd het in de halve finale uitgeschakeld door de Sovjet-Unie. In 1992 werd het in de halve finale uitgeschakeld door het GOS.
De Amerikaanse vrouwenbasketbalploeg veroverde de wereldtitel in 1953, 1957, 1979, 1986, 1990, 1998, 2002, 2010, 2014, 2018, 2022 en de Olympische titel in 1984, 1988, 1996, 2000, 2004, 2008, 2012, 2016,  2020 en 2024.
1953:  Verenigde Staten · 
1957:  Verenigde Staten · 
1959:  Sovjet-Unie · 
1964:  Sovjet-Unie · 
1967:  Sovjet-Unie · 
1971:  Sovjet-Unie · 
1975:  Sovjet-Unie · 
1979:  Verenigde Staten · 
1983:  Sovjet-Unie · 
1986:  Verenigde Staten · 
1990:  Verenigde Staten · 
1994:  Brazilië · 
1998:  Verenigde Staten · 
2002:  Verenigde Staten · 
2006:  Australië · 
2010:  Verenigde Staten · 
2014:  Verenigde Staten · 
2018:  Verenigde Staten  · 
2022:  Verenigde Staten